# Пјауи
Пјауи (порт. Piauí) је бразилска држава на сјевероистоку Бразила. Већи дио државе је смештен у неплодној унутрашњости, а обала атлантског океана, која припада овој држави је најкраћа обала од свих држава које излазе на океан.
Пјауи је најсиромашнија бразилска држава и такво је стање од првих колонизација Бразила простора, у 16. вијеку. Држава практично нема индустрије и у потпуности се ослања на пољопривреду, углавном сточарство. Иако је привреда базирана у селима, постоји невјероватан баланс између становништва у градовима и селима.